# Zeillern
Zeillern  är en ort och kommun  i Österrike. Den ligger i distriktet Amstetten i förbundslandet Niederösterreich, 120 km väster om huvudstaden Wien. 